# Isidor de Kíev
Isidor de Kíev (Monembasia, Peloponès, Imperi Romà d'Orient, ca 1385 - Roma, 27 d'abril de 1463) va ser metropolità de l'Església de Kíev i de tota Rússia de 1437 a 1441.

## Biografia
Després d'estudiar a Constantinoble, es fa monjo al monestir Sant Miquel de Monembasia, abans de convertir-se en hegumen del monestir de Sant Demetri a Constantinoble.
L'any 1434, és ambaixador de l'Església de Constantinoble al concili de Basilea l'any 1437, és anomenat metropolità de Kíev i representarà, amb diversos altres membres de l'alt clergat rus, l'Església russa al Concili de Florència l'any 1439. Hi és també com a delegat del patriarca d'Antioquia.
El 5 de juliol de 1439, Isidor de Kíev signa l'Acte d'Unió a la sortida del concili. El 7 d'agost, Isidor és nomenat legat del papa per a Polònia, Lituània i Rússia, amb la missió d'implantar la unió en aquests territoris.
De pas per Polònia i Lituània, hi és acollit sense entusiasme, fins i tot amb hostilitat, pels bisbes catòlics locals, que temen que la Unió no condueixi a la igualtat dels ritus occidentals i orientals.
El metropolità Isidor i el seu seguici arriben després a Moscou el 19 de març de 1441; hi celebra el mateix dia la Divina Litúrgia, al cor de la qual resa per al papa i llegeix solemnement el text d'Unió de les Esglésies, la qual cosa sorprèn els fidels presents. Segons les cròniques moscovites, Isidor és llavors acusat de heretgia, i detingut per ordre del Gran Príncep Basili II de Moscou, i destituït per un sínode de bisbes locals.
Empresonat, Isidor va aconseguir escapar-se i arribar a l'oest, aparentment amb la complicitat del mateix Gran Príncep. A Roma, el papa Eugeni IV el fa cardenal-prevere del títol dels sants Marcel·lí i Pere l'any 1443. És legat de Nicolau V a Constantinoble (1452-1453), cardenal-bisbe de Sabina (1452).
Va celebrar solemnement la Unió a Santa Sofia de Constantinoble el 12 de desembre de 1452. El 29 de maig de 1453, és fet presoner en la presa de la ciutat pels turcs i portat a Àsia Menor. Alliberat al setembre, torna a Roma. Porta diverses missions a favor de la Unió de les Esglésies a Europa oriental. L'any 1459, esdevé patriarca llatí de Constantinoble. L'any 1461 és arquebisbe de Xipre i de Negrepont. Mor a Roma l'any 1463.